# Elf-san wa Yaserarenai.
Elf-san wa Yaserarenai. (エルフさんは痩せられない。 Erufu-san wa Yaserarenai) ist eine von Synecdoche geschriebene und gezeichnete Manga-Serie aus den Jahren 2016 bis 2021. Eine von Studio Elias produzierte Anime-Adaption feierte Premiere im Juli 2024 und wurde international als Plus-Sized Elf veröffentlicht.

## Inhalt
Eines Abends kommt eine Elfe namens Elfuda in eine Osteopathie-Praxis, um einen Massagetermin bei dem Therapeuten Tomoatsu Naoe zu buchen. Elfuda ist begeisterter Fan von menschlichem Fast Food, insbesondere Pommes, und hat während ihres Aufenthalts in der Menschenwelt an Körpergewicht zugenommen. Jetzt braucht sie Tomatsus Hilfe, um genug Gewicht zu verlieren, damit sie wieder durch das Portal zurück in ihre Heimatwelt passt. Während Tomoatsu Elfuda beim Abnehmen hilft, kommen auch einige andere übergewichtige Fabelwesen zu ihm und bitten ihn um Hilfe.

## Veröffentlichung
Die Serie erschien ursprünglich im Online-Magazin Comic Gum des Verlags Wani Books von Dezember 2016 bis Juni 2020 sowie danach im Magazin NewsCrunch. Der Verlag brachte die Kapitel auch gesammelt in acht Bänden heraus. Im Februar 2021 endete die Veröffentlichung durch Wani Books, da die Lizenz ablief. Danach veröffentlichte Synecdoche die Mangaserie von April bis Mai 2021 selbst über Twitter. Für die Suche nach einem neuen Verlag wurde der Manga dann abgebrochen. Ab Oktober erschien dann eine kolorierte Neuauflage im Magazin Dokodemo Young Champion bei Akita Shoten. Der Verlag brachte später auch die Sammelbände neu heraus.
Im November 2021 startete die Fortsetzung der Serie mit dem Titel Shin Elf-san wa Yaserarenai. (新・エルフさんは痩せられない。), zunächst online auf der Plattform Line Manga. Im März 2023 begann dann die Veröffentlichung im Dokodemo Young Champion. Dessen Verlag Akita Shoten brachte diese Fortsetzung bisher in vier Bänden gesammelt heraus.
Beide Manga wurden auf Englisch in Nordamerika von Seven Seas Entertainment veröffentlicht sowie die erste Serie auf Spanisch bei Norma Editorial. Crunchyroll gab am 17. April 2025 bekannt, den Manga ab November unter dem Titel Die Pommes-Elfe in deutscher Sprache herauszubringen.

## Anime
Eine Anime-Adaption für TV wurde am 15. Januar 2024 angekündigt. Sie wurde vom Anime-Studio Elias produziert. Regie führte Toshikatsu Tokoro, das Drehbuch stammt von Yūki Takabayashi, die Charaktere wurden von Katsuyuki Sato entworfen und die künstlerische Leitung lag bei Shinobu Takahashi. Die Tonarbeiten leitete Takayuki Yamaguchi und für die Kameraführung war Yoshikazu Miyagawa.
Der Anime wurde in zwei Versionen veröffentlicht – eine zensierte, 15-minütige Version jeder Folge für die TV-Veröffentlichung und eine 30-minütige, unzensierte Streaming-Version, die sexuelle Darstellungen und am Ende Elfudas Workout-Sessions mit Anleitungen beinhaltet. Fernsehausstrahlung begann am 7. Juli 2024 auf Tokyo MX und BS11 und wurde am 22. September 2024 abgeschlossen. Die unzensierte Version wurde später ab dem 7. Juli auf AT-X ausgestrahlt. Sentai Filmworks fertigte eine englische Fassung an, die per Streaming auf der Plattform Hidive in unzensierter Form ausgestrahlt wurde. Eine von Deep Studio produzierte russische Fassung wurde auf der Streamingplattform Kinopoisk veröffentlicht.

### Synchronisation
| Rolle         | japanischer Stimme (Seiyū) |
| ------------- | -------------------------- |
| Elfuda        | Ayasa Itō                  |
| Tomoatsu Naoe | Takahide Ishii             |
| Gonda         | Aino Shimada               |
| Akiho Ino     | Aya Uchida                 |
| Oku Ino       | Aya Uchida                 |
| Oga           | Ayaka Fukuhara             |
| Honeda        | Kaori Maeda                |
| Kobo          | Kotori Koiwai              |
| Raika         | Madoka Asahina             |
| Hitome        | Mikoi Sasaki               |
| Kusahanada    | Miyu Kubota                |
| Kuroeda       | Rena Hasegawa              |
| Meru          | Sora Tokui                 |
| Sateru        | Yuka Iguchi                |

### Musik
Die Musik der Serie wurde von Cher Watanabe komponiert. Der Song für das Opening ist Fried☆Pride, gesungen von den Real Akiba Boyz, während der Endsong Minna de daietto (みんなDEダイエット) von den Synchronsprechern der Charaktere gesungen wird.